# アースオーガー
アースオーガーもしくはアースオーガ (earth auger) とは、掘削に用いる建設機械の1つで、掘削ドリルや穴掘り機のことを指す。

## 概要
一般的には、エンジンなどの動力を直接、または電動機を回すことで、接続したスクリューなどを回転させて地中にねじり込み、土砂を排斥することでに穴を掘っていく機械である。1人で作業できる小型のものから、大型クレーンで吊り下げて掘っていくものまで、さまざまな種類がある。
大型工事で用いる際には三点式杭打ち機に接続するものが主流であり、庭先の杭用の穴から、建築物の基礎工事に必要な大口径で深い穴まで掘ることができる。動力は手動、エンジンもしくは電動モーター、油圧式に分かれる。エンジン式や油圧式は無騒音（低騒音）、無振動という特徴があるため、建設現場の大型杭打、土留・擁壁の造成などの前段階の工事に用いられる。
1台で電柱の建植や交換作業が可能な電柱建植車（建柱車）と呼ばれる専用車両にも、装備されている。
日本では、国産機として三和機材が初めて製品化したとされる。

## 画像

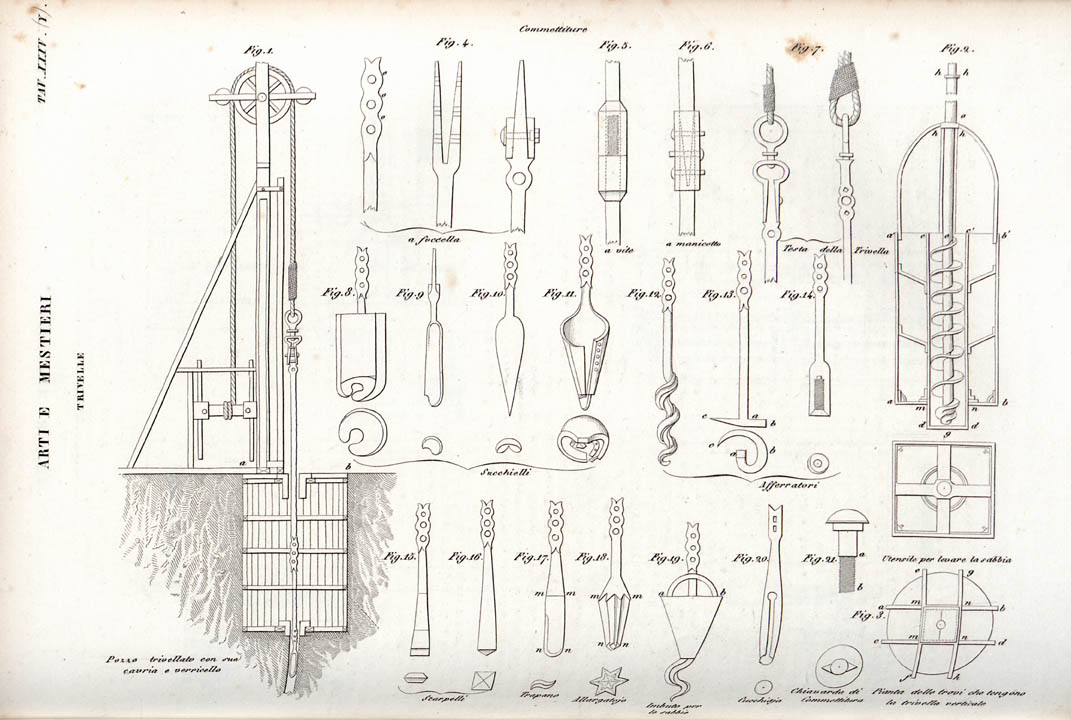
アースオーガーの図面（1849年）
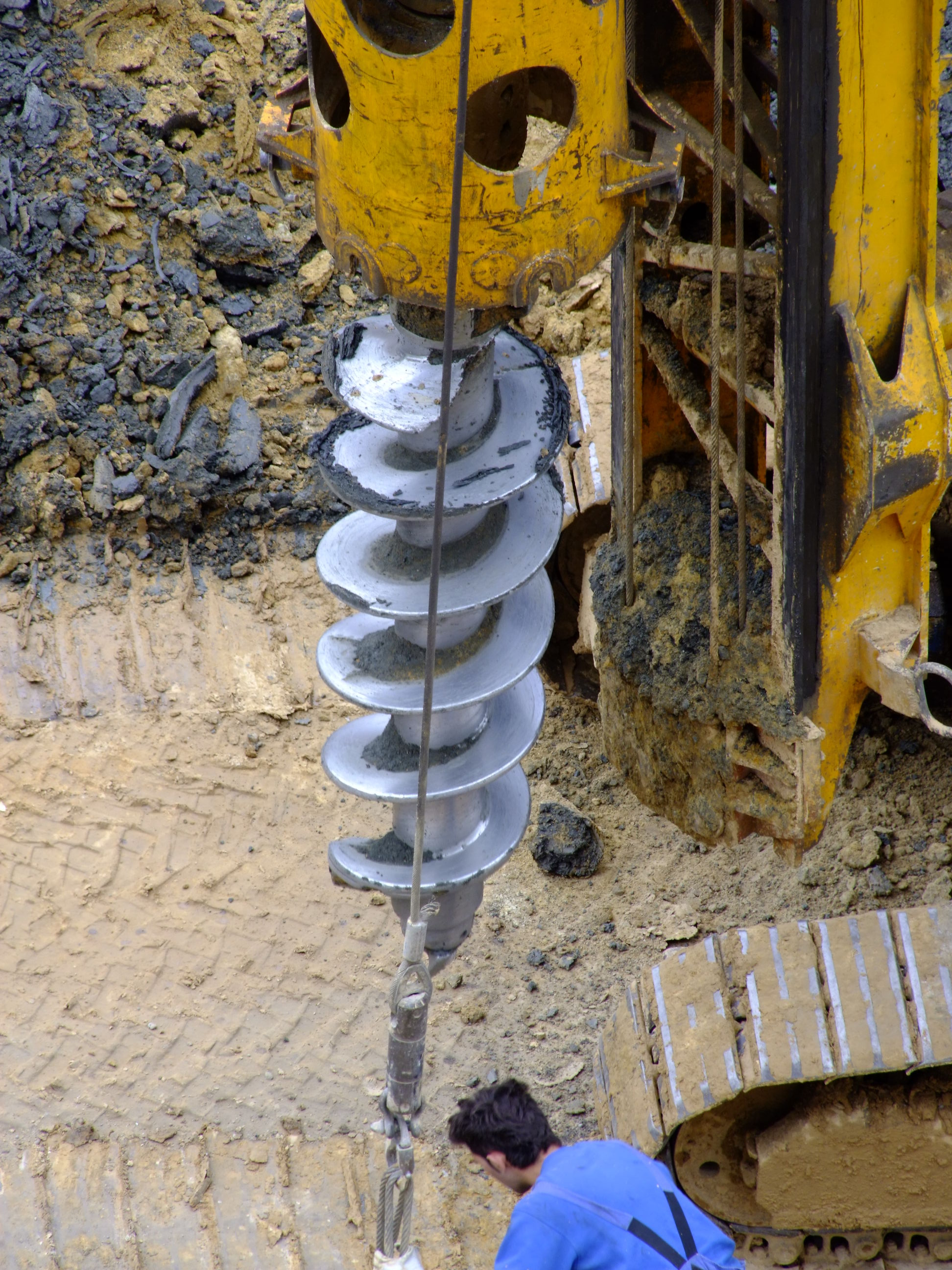
工事現場でのアースオーガー
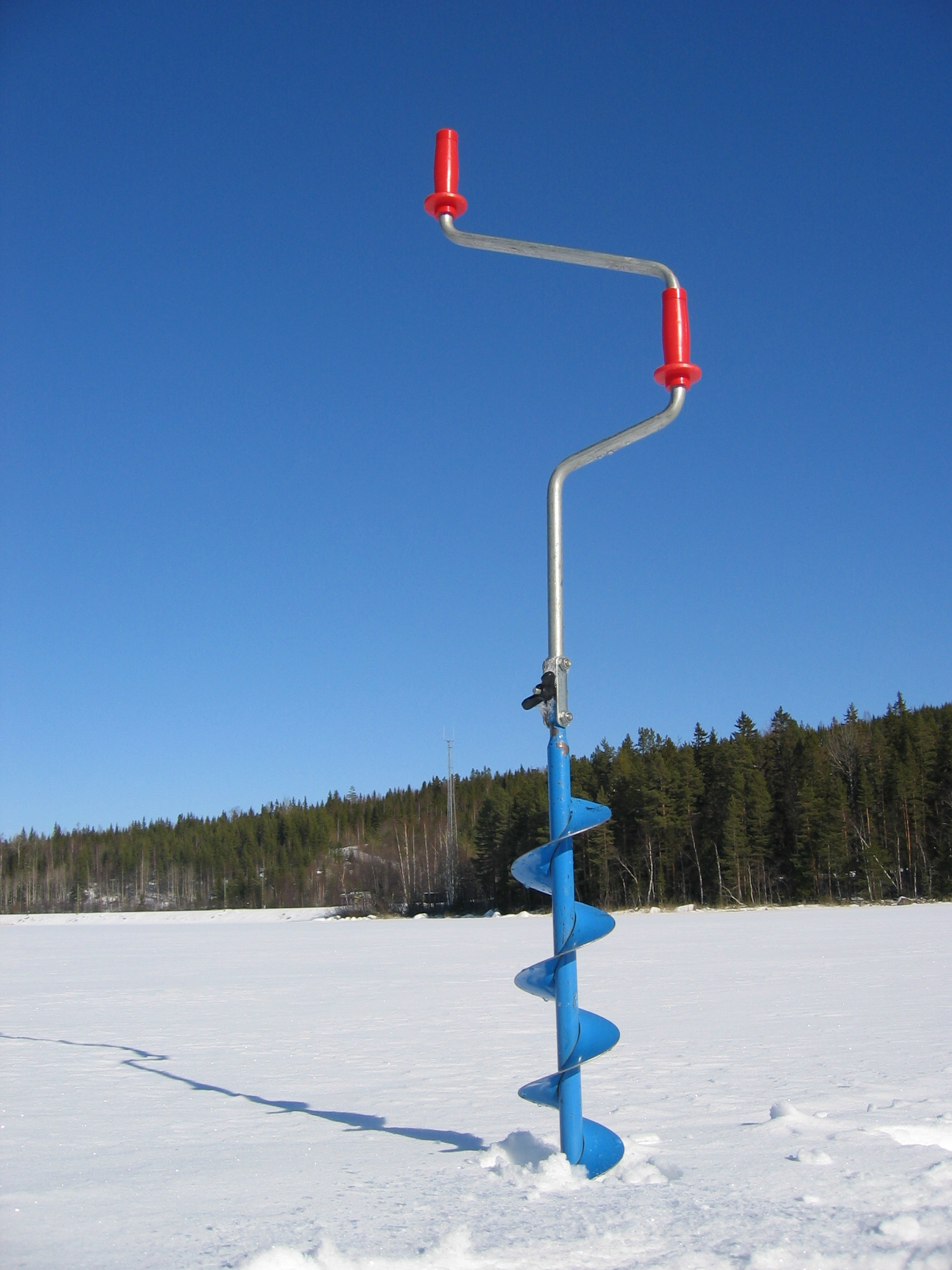
手動のアースオーガー